# Strap-on-dildo

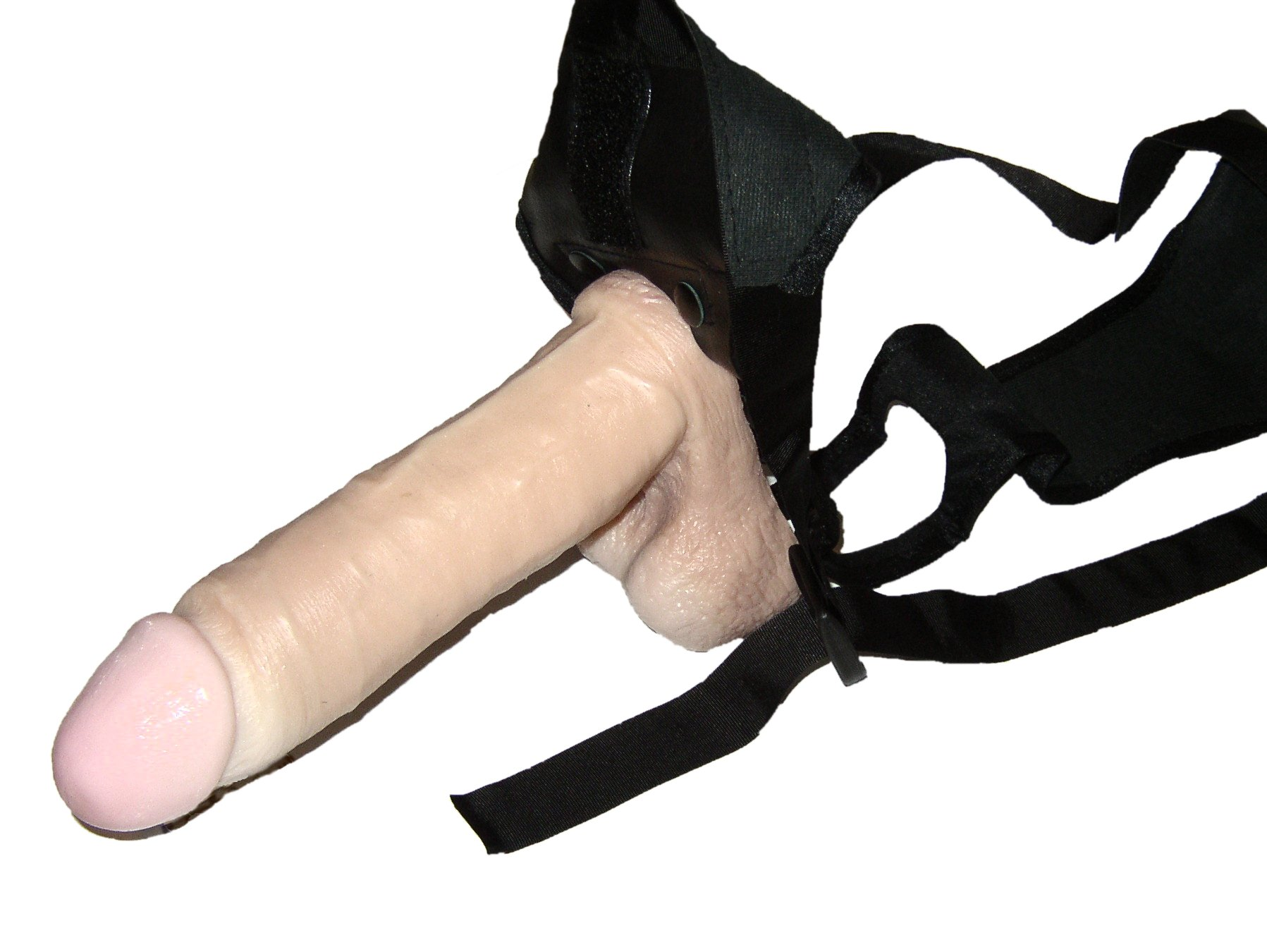
Realistisk strap-on-dildo.

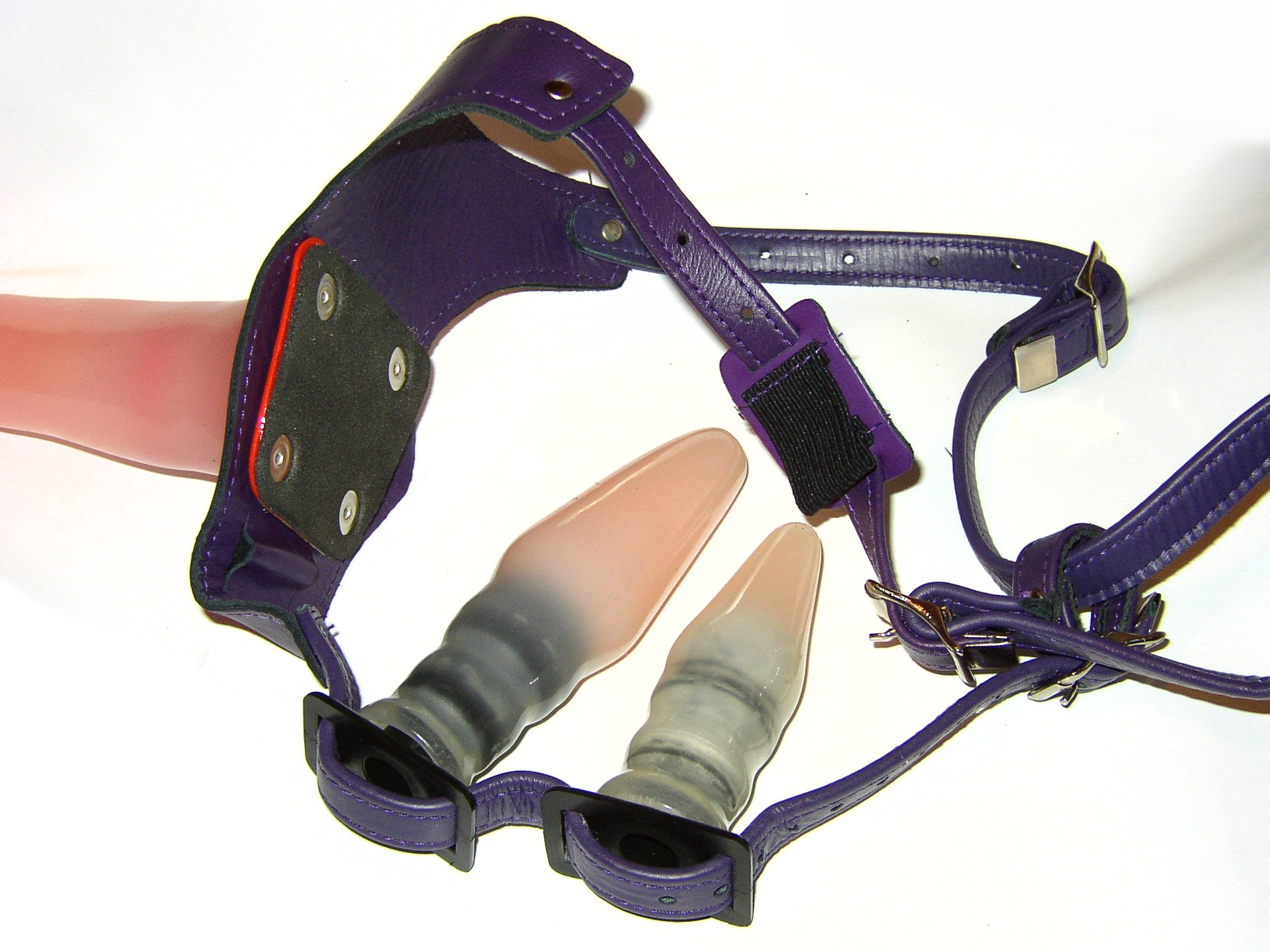
Strap-on-sele med två inre analpluggar som kan stimulera användaren.

En strap-on-dildo (strap-on eller löskuk) är en dildo uformad för att bäras av en person för att penetrera en annan, vaginalt, analt eller oralt. Den är ofta formad som en penis. Den kan användas av både heterosexuella och homosexuella par.
För en kvinna kan en strapondildo användas för att penetrera en man analt (se pegging) eller för att penetrera en annan kvinna vaginalt eller analt. För en man kan en strap-on användas för penetrering, antingen vid erektionshinder eller för att penetrera flera partner.
Det finns många olika utföranden med olika sorters selar eller andra fästanordningar och flera varianter av dildor, både för intern och extern stimulans.